# 김수용 (1976년)
김수용(1976년 4월 28일 ~ )은 대한민국의 배우이다.

## 생애
서울 출생이다. 1983년 MBC 문화방송 드라마 《간난이》에서 영구 역으로 출연하며 MBC 특채 연기자로 첫 데뷔하였고 이듬해 1984년 영화 《사랑하는 자식들아》의 주연으로 영화배우 데뷔하였으며 이어 같은 해 1984년 영화 《저 하늘에도 슬픔이》에 주연하였고 이후 1993년 연극배우로 데뷔하였다.

## 출연작

### 텔레비전 드라마
- 1983년 MBC 드라마 《간난이》
- 1988년 KBS 드라마 《조선백자 마리아상》
- 1993년 SBS 청춘 드라마 《열정시대》

### 영화
- 1984년 《사랑하는 자식들아》
- 1984년 《저 하늘에도 슬픔이》

### 연극
- 1996년 《사도장헌세자의 불운과 비애》 ... 김귀주 역(조연)

### 뮤지컬
- 2000년 《아가씨와 건달들》 ... 스카이 마스터슨 역(남자 주연)